# 러시아데스만
러시아데스만(Desmana moschata)은 진무맹장목 두더지과에 속하는 포유류의 일종이다. 데스만속(Desmana)의 유일종이다. 러시아어이름은 Выхухоль(비후홀)이다.

## 분포
우크라이나, 카자흐스탄, 벨라루스, 러시아서부(볼가강수계, 우랄강수계하류지역, 돈강수계)에 서식한다. 드니프르강에 이입되었다.

## 인간과의 관계
모피는 혁제품으로 이용된다. 개발에 의한 서식지파괴, 수질오염, 모피목적의 포획, 인위적으로 이입된 뉴트리아 또는 사향쥐와의 경합 등에 의해 서식수는 격감하고 있다. 러시아에서는 수렵을 금지하거나, 한 번 멸종한 지역으로 재도입하는 시도가 진행되고 있다.